# Instytut Ekumenizmu i Badań nad Integracją Uniwersytetu Opolskiego
Instytut Ekumenizmu i Badań nad Integracją Uniwersytetu Opolskiego (IEBI UO) – jednostka dydaktyczno-naukowa należąca do struktur Wydziału Teologicznego Uniwersytetu Opolskiego. Dzieli się na 5 katedr. Prowadzi działalność dydaktyczną i badawczą związaną z teologicznymi podstawami ekumenizmu, lokalnymi i globalnymi konfesyjnymi zagadnieniami dotyczącym jedności chrześcijan, dialogiem międzyreligijnym, dogmatami jako problemem ekumenicznym, teologią prawosławną i dialogiem prawosławno-rzymskokatolickim, teologią protestancką i dialogiem luterańsko-rzymskokatolickim, transformacjami ruchów społecznych, etyką i polityką Unii Europejskiej, procesami integracyjnymi we współczesnej Europie, związkiem dialogu ekumenicznego z procesem unijnym. Siedzibą instytutu jest gmach, położony przy ulicy Drzymały 1a w Opolu.

## Adres
Instytut Ekumenizmu i Badań nad Integracją

Uniwersytetu Opolskiego 

ul. Drzymały 1a 

45-342 Opole

## Władze (2012–2016)
Dyrektor: ks. prof. dr hab. Piotr Jaskóła

## Struktura organizacyjna

### Katedra Badań nad Integracją
Pracownicy:
- Kierownik: ks. prof. dr hab. Stanisław Rabiej
- ks. dr Norbert Wons

### Katedra Dialogu Międzyreligijnego
Pracownicy:
- Kierownik: ks. dr hab. Józef Urban, prof. UO

### Katedra Teologii Kościołów Poreformacyjnych
Pracownicy:
- Kierownik: ks. prof. dr hab. Piotr Jaskóła

### Katedra Teologii Kościołów Wschodnich
Pracownicy:
- Kierownik: ks. prof. dr hab. Zygfryd Glaeser

### Katedra Zasad Ekumenizmu
Pracownicy:
- Kierownik: ks dr hab. Rajmund Porada